# 大間知篤三
大間知 篤三（おおまち とくぞう、1900年（明治33年）4月9日 - 1970年（昭和45年）2月26日）は、日本の民俗学者。

## 経歴
1900年、富山県富山市愛宕町生まれ。呉服屋を営む旧家に生まれ、父は富山橋北銀行の頭取。富山中学校、第四高等学校卒、1927年、東京帝国大学文学部独文科卒。在学中、新人会に所属し、幹事長を務める。
卒業後には労働農民党書記を務め、日本共産党に入る。金沢連隊に入営ののち、1927年三・一五事件で三年間下獄。大間知ら、1927年2月『政治批判』創刊、1928年2月まで。1931年、出所して大宅壮一の翻訳団に加わる。1933年より柳田國男に師事、民間伝承の会（現日本民俗学会）の創立に参加。1935年、皆川治広の設立した思想犯保護団体大孝塾研究所（のち国民思想研究所）研究員。入隊時の上官・辻政信の推薦で1939年に満州建国大学講師、のち教授。
戦後の1946年に満洲より帰国。1948年民俗学研究所嘱託、1950年代議員、1951年理事。1954年に結核のため退職したが、研究を続けた。

## 業績・研究内容
家族・婚姻が研究の中心であった。著作集全6巻がある。

## 著書
- 『日本家族制度の研究』国民思想パンフレット 国民思想研究所 1939
- 『神津の花正月』六人社 1943
- 『八丈島 民俗と社会』創元社 1951
- 『常陸高岡村民俗誌』刀江書院 1951 全国民俗誌叢書
- 『婚姻の民俗学』岩崎美術社 1967 民俗民芸双書
- 『伊豆諸島の社会と民俗』慶友社 1971 考古民俗叢書
- 『大間知篤三著作集』全6巻 未來社

第1巻 (家の伝承) 1975
第2巻 (婚姻の民俗) 1975
第3巻 (通過儀礼その他) 1976
第4-5巻 伊豆諸島の民俗 竹田旦編 1978-1979
第6巻 (満洲の習俗) 1982

### 共著・編纂
- 『婚姻習俗語彙』柳田国男共著 民間伝承の会 1937
- 『日本人物語 第4 愛情の周辺』編 毎日新聞社 1961
- 『八丈島』金山正好、坪井洋文共著 角川文庫 1966
- 『民俗の事典』川端豊彦、瀬川清子、三谷栄一、大森志郎、大島建彦共編 岩崎美術社 1972

### 翻訳
- グラトコフ『セメント』春陽堂 世界名作文庫 1932
- ハウプトマン『フローリアン・ガイエル』春陽堂・世界名作文庫 1933
- シロコゴロフ『満洲族の社会組織』戸田茂喜共訳 刀江書院 1967